# Epaminonda Nicu
Epaminonda Nicu (n. 17 decembrie 1979, București, România) este un fotbalist român care în prezent evoluează la echipa Progresul București. A fost cel mai vechi jucător al echipei Unirea Urziceni, promovând din Divizia C în Divizia B și până în Liga I, cu care a și luat titlul în sezonul 2008-09 și pentru care a jucat în Champions League și Europa League. A apărut în peste 200 de meciuri pentru ialomițeni. Deține un Seat Leon Cupra.

## Cariera
Epaminonda Nicu a debutat la Unirea Urziceni în sezonul 2003-2004, pe când formația ialomițeană evolua în Liga a II-a.
În primul său sezon la Urziceni, formația sa a terminat sezonul ligii secunde pe un loc rezonabil, șase, iar Epaminonda a evoluat în 21 de partide, marcând și un gol. Evoluțiile sale au fost din ce în ce mai bune, iar în cel de-al doilea sezon formația sa a terminat pe locul cinci, iar Nicu a marcat 4 goluri. Unirea Urziceni se anunța ca o favorită la promovare în următorul an competițional.
Nicu a evoluat în 27 de partide în sezonul 2005-2006, marcând și trei goluri. A deschis scorul în ultimul meci petrecut de Unirea Urziceni în Liga 2 înainte de promovarea pe prima scenă fotbalistică a țării, împotriva formației Minerul Motru. Unirea a învins cu scorul de 6-0.
Epaminonda a evoluat în primul meci al Unirii în Liga I, debutând în primul eșalon în același meci cu echipa sa pe data de 29 iulie 2006 pierdut cu 2-0 în fața Politehnicii Iași. La finalul sezonului, Unirea Urziceni a încheiat pe locul 10, iar Nicu era unul dintre ultimii fotbaliști care evoluaseră cu Unirea atât în Liga a II-a, cât și în primul eșalon.
Sezonul 2007-2008 a fost unul dintre cele mai bune petrecute de Nicu la Unirea. Echipa sa a terminat pe un loc care i-a asigurat participarea în ediția 2008-2009 a Cupei UEFA, iar el a ajuns cu aceasta până în finala Cupei României, pierdută însă în fața celor de la CFR Cluj. Epaminonda nu a evoluat în finală, rămânând pe banca de rezerve pe durata întregii partide.
În toamna anului 2008, Epaminonda a debutat în cupele europene, evoluând în ambele partide ale dublei manșe din ultimul tur preliminar al Cupei UEFA, în care Unirea Urziceni a întâlnit una dintre cele mai bune formații ale acelei ediții, Hamburger SV. Echipa germană s-a calificat în grupele Cupei UEFA.
A jucat pentru Unirea Urziceni în grupele UEFA Champions League 2009-10, contabilizând trei meciuri în această competiție. De asemenea a strâns șapte meciuri în Europa League.

## Titluri
| Sezon   | Club            | Titlu  |
| ------- | --------------- | ------ |
| 2008-09 | Unirea Urziceni | Liga I |